# كفلاوية
الفصيلة الكفلاوية أو فصيلة العُثُّ الهَفْهاف أو فصيلة عُثُّ الفانيلا أو الفراشة الصوفية المتغنة (الاسم العلمي: Megalopygidae) هي فصيلة من الحشرات تتبع رتبة حرشفيات الأجنحة من طائفة الحشرات.

## أجناس
- الكفلاء